# Guerino FitzGerold Ciambellano
Guerino FitzGerold Ciambellano, Guerin, Warin in francese, Guerí in catalano e Guernarius o Werisius in latino fu un funzionario governativo del XII secolo (1128 – 1157), è stato un nobile e cavaliere medievale britannico.

## Biografia

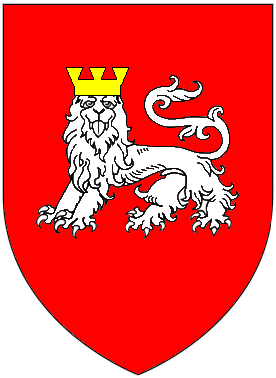
Arms of Lisle of Kingston Lisle: Leone di argento coronato

Guerino FitzGerold era figlio di Robert fitzGerald proprietario terriero dell'Essex, e Alice FitzGerold,Guerino aveva un fratello di nome Enrico FitzGerold, la prima apparizione dei fratelli fu nei documenti della fondazione dell'abbazia di Walden, tra il 1138 e il 1144.
Guerino o Guerinius era Ciambellano di Enrico II del Castello di Wallingford, dopo la sua morte nel 1157, prende il suo posto, suo fratello Enrico FitzGerold, dal 1158 al 1170. Enrico II lo inviò a Sens in missione diplomatica presso il papa nel 1163. Suo nipote era Warin FitzGerold, nel 1215 firmò la Magna Carta di Re Giovanni.

## Matrimoni e discendenza
Guerino sposa una De Vere.